# برانزویک (جورجیا)
برونس ویک، جورجیا (به انگلیسی: Brunswick, Georgia) یک شهر در ایالات متحده آمریکا با جمعیت ۱۵٬۳۸۳ نفر است که در جورجیا واقع شده‌است.

## موقعیت جغرافیایی
موقعیت جغرافیایی شهرها و مناطق اطراف به شرح زیر است: